# جيري غوف
جيري غوف (بالإنجليزية: Jerry Goff)‏ هو لاعب كرة قاعدة أمريكي، ولد في 12 أبريل 1964 في سان رافاييل في الولايات المتحدة.

## وصلات خارجية
- جيري غوف على موقع دوري كرة القاعدة الرئيسي (الإنجليزية)
- جيري غوف على موقعبيزبول رفرنس.كوم (الدوري الرئيسي) (الإنجليزية)
- جيري غوف على موقعبيزبول رفرنس.كوم (الدوري الثانوي) (الإنجليزية)
- جيري غوف على موقع إي إس بي إن.كوم (أم.أل.بي) (الإنجليزية)
- جيري غوف على موقع مشجعي الرسوم البيانية (الإنجليزية)